# Prix Botta
Le prix Botta, de la fondation du même nom, est un ancien prix de l'Académie française, destiné à récompenser l'auteur d'un ouvrage de littérature ou de philosophie. 

## Liste des lauréats
- 1881
  - Clarisse Bader (pour l'ensemble de son œuvre)

- 1883
  - Clarisse Bader - La femme française dans les temps modernes
  - Paul Rousselot - Histoire de l’éducation des femmes en France

- 1888
  - Arvède Barine - Portraits de femme
  - Anaïs Ségalas - Poésies pour tous
  - Carmen Sylva - Les pensées d’une Reine

- 1891
  - Georges Fath - Bernard, la gloire de son village
  - Mme Étienne Marcel - L’Hetman Maxime
  - René Millet - Autour des Balkans
  - Auguste Pinloche - La réforme de l’éducation en Allemagne au XVIIIe siècle

- 1894  
  - Henri Ardel - Cœur de sceptique
  - Mme J.-Th. de Belloc - Sainte Agnès et son siècle
  - Jean Jules Jusserand - Collection des grands écrivains français
  - Jacques Naurouze - Les Bardeur-Carbansane. Histoire d’une famille pendant cent ans
  - Paul-Michel Perret - Manette André

- 1897 
  - Raymond Auzias-Turenne - Cow-boy
  - Édouard Estaunié - L’Empreinte
  - Hippolyte Fierens-Gevaert - L’Art contemporain
  - Henry Roujon - Miremonde

- 1899
  - Ernest Zyromski - Lamartine, poète lyrique

- 1900
  - Auguste Dorchain - Le Soleil dans la maison

- 1903
  - Charles de Pomairols

- 1906 
  - René Boylesve
  - Georges Vicaire

- 1909 
  - M. George
  - Dom Auguste-Marie-Pierre Ingold - Revue d’Alsace

- 1912 
  - Alfred Rébelliau

- 1915 
  - Capitaine Drevet

- 1920 
  - Hélène Picard

- 1925
  - Joseph Ageorges

- 1930
  - Émile Barthès - Eugénie de Guérin

- 1932
  - Marcel Barrière

- 1937 
  - Maurice Levaillant - Chateaubriand, Mme Récamier et les Mémoires d’Outre-Tombe

- 1942 
  - Charles Foley

- 1955 
  - Edmée de La Rochefoucauld (pour l'ensemble de son œuvre)

- 1960 
  - Gilbert Tournier - Ouvrages sur le Rhône (Rhône, dieu conquis. Babel ou le vertige technique. Rhône, fleuve dieu vous parle)

- 1975 
  - Jean Raymond - La Femme attentive

- 1980 
  - Erwan Bergot - Les 170 jours de Diên Biên Phu
  - Jean-Julien Fondé - L’aventure Viêt-Minh
  - Jacques Jourquin - Souvenirs du Commandant Parquin
  - Jacques Massu - L’aventure Viêt-Minh

- 1985 
  - Jean-Louis Dumas - Vivre et philosopher au Grand Siècle
  - Michel Lamy - Jules Verne initié et initiateur. Le secret du trésor royal de Rennes-le-Château
  - Jean-Pierre Piniès - Croyances populaires du pays d’Oc